# Jean Thissen
Jean Thissen (Verviers, 1946. április 21. –) belga válogatott labdarúgó, edző.
A belga válogatott tagjaként részt vett az 1970-es világbajnokságon és az 1972-es Európa-bajnokságon.

## Sikerei, díjai
Standard Liège
- Belga bajnok (3): 1968–69, 1969–70, 1970–71
- Belga kupa (2): 1965–66, 1966–67

Anderlecht
- Belga kupa (2): 1974–75, 1975–76
- Kupagyőztesek Európa-kupája (2): 1975–76, 1977–78
- UEFA-szuperkupa (2): 1976, 1978

Belgium
- Európa-bajnoki bronzérmes (1): 1972